# Пелех Іван
отець Іван Пелех (9 квітня 1827 — 24 лютого 1879) — український (руський) священник (УГКЦ), парох села Мацошин (тепер — Жовківський район), громадсько-політичний діяч. Посол Галицького сейму 3-го скликання у 1870-1876 роках. Обраний в окрузі Жовква — Куликів — Великі Мости, IV курія; входив до складу «Руського клубу».